# Адский переплёт
«Адский переплёт» (англ. Hell Bound) — фильм нуар режиссёра Уильяма Дж. Хоула-младшего, который вышел на экраны в 1957 году.
Фильм рассказывает о попытке ограбления американского военного корабля, перевозящего наркотики на сумму в 2 миллиона долларов, которую предприняла банда преступников во главе с Джорданом (Джон Расселл). Тщательно разработанный Джорданом план из-за нескольких случайностей в итоге срывается, что приводит к кульминационной погоне за главарём ограбления в гавани Лос-Анджелеса, где складированы сотни списанных в металлолом городских троллейбусов.
Хотя этот фильм категории В не привлёк к себе особого внимания критики, тем не менее, они отметили изобретательный сюжет, интересные начало и финал, постановку актуальной темы наркотиков и качественную нуаровую атмосферу картины.
Этот фильм стал режиссёрским дебютом Уильяма Дж. Хоула-младшего.

## Сюжет
Торговое судно, следующее курсом с Дальнего Востока в Лос-Анджелес, подбирает в море человека, рыбацкая лодка которого затонула. Когда судно приближается к берегам Калифорнии, на борт поднимается санитарный врач для проведения инспекции на предмет карантина. Врачу, который оказывается диабетиком, вдруг становится плохо. Ему предлагают прилечь в каюте до тех пор, пока корабль не пришвартуется в порту. Тем временем спасённый «рыбак» незаметно для команды похищает из специального контейнера на борту корабля упаковку с наркотиками, принадлежащую Вооружённым силам США. Санитарный врач втайне от команды намеренно вводит себе чрезмерную дозу инсулина, после чего теряет сознание. Чтобы спасти врача, капитан связывается с прибрежными службами, вызывая к трапу машину скорой помощи. Рыбак, который является сообщником санитарного врача, незаметно перекладывает упаковку с наркотиками в его китель, который висит в каюте. Когда врача выносят на носилках с корабля, китель кладут вместе с ним, и таким образом наркотики незаметно покидают борт корабля. На берегу третья сообщница, медсестра скорой помощи, извлекает из кителя упаковку наркотиков стоимостью 250 тысяч долларов, и скорая помощь уносится в госпиталь. Медсестра передаёт упаковку человеку по имени Джордан, который отправляет её по почте наркоторговцу…
Как выясняется, показанное было постановочным фильмом, который сделал некто Джордан (Джон Рассел) для того, чтобы убедить группу богатых гангстеров во главе с Гарри Куантро (Фрэнк Фентон) профинансировать разработанный им план ограбления. Куантро соглашается выделить деньги на ограбление при условии, что роль медсестры сыграет его подружка Пола (Джун Блейр), что обеспечит гангстеру контроль над ходом операции. Хотя Джордан предполагал использовать в качестве медсестры свою девушку Джен (Марго Вуд), он вынужден согласиться с условием гангстера. Пола переезжает к Джен, чтобы та помогла ей войти в роль медсестры. Недовольная таким поворотом дела, Джен тем не менее объясняет, что водитель скорой помощи Эдди Мейсон (Стюарт Уитман) ничего не знает об ограблении, и предупреждает Полу, чтобы та была с ним осторожна.
Вскоре моряк одного из кораблей передает Джен план помещений корабля, который перевозит наркотики, а также ключ от отсека, в котором они хранятся. Получив деньги, моряк удаляется, однако несколько минут спустя Джордан сбивает его насмерть на пустынной дороге. Под видом подмены Джен, которая на несколько дней ушла в отпуск, Пола начинает работать в скорой помощи. Она быстро понимает, что эта работа не для неё, так как не может спокойно смотреть на умирающего на её руках ребёнка, которого после автокатастрофы подбирает скорая помощь. Тем временем Джордан подкупает санитарного врача порта Герберта Фэя-младшего (Стэнли Адамс), тучного диабетика, который мечтает о том, чтобы подать в отставку и отправиться на отдых на Карибские или Гавайские острова. Затем Джордан с помощью шантажа заставляет страдающего наркотической зависимостью бывшего студента-медика Стэнли Томаса (Джордж Е. Матер), от рук которого умерла девушка во время нелегальной операции, сыграть роль рыбака. После встречи с Джорданом, который избил его, принуждая к сотрудничеству, Томас направляется в стриптиз-клуб к слепому дилеру за очередной дозой наркотиков. Во время планового осмотра диабетолог сообщает Фэю, что состояние его здоровья улучшилось и рекомендует ему на некоторое время отказаться от приёма инсулина, приём которого может привести к инфаркту. Чувственная Пола быстро влюбляется в Эдди, который отвечает на её чувства. Джордан сообщает Поле дату прибытия корабля, а также передаёт Томасу план корабля и ключ от хранилища наркотиков. Когда Пола пытается рассказать Эдди о предстоящем ограблении, появляется Джордан, догадываясь о её отношениях с санитаром. Эдди уходит, а Пола, которую стала мучить совесть, заявляет Джордану, что не будет участвовать в ограблении. Тогда Джордан карманным ножом бьёт Полу в живот, бросая её умирать. Хотя Джен реагирует на исчезновение Полы с подозрением, тем не менее она соглашается сыграть роль медсестры во время ограбления.
На утро в день ограбления Джен неожиданно возвращается на работу, что удивляет Эдди, который безуспешно пытается связаться с Полой. Тем временем на борту корабля у уже «спасённого» Томаса начинается наркотическая ломка, и он в отчаянии требует дозу у ничего не понимающих моряков. В свою очередь санитарный врач разыгрывает приступ диабета, и капитан вызывает в порт скорую помощь. В этот момент Томас окончательно теряет контроль над собой, и в обезумевшем состоянии направляется к хранилищу с наркотиками, чтобы получить дозу. Заметив это, моряки следуют за ним, и скручивают его в тот момент, когда Томас, потерявший ключ, дрожащими руками безуспешно пытается вскрыть хранилище. В свою очередь Фэй после укола умирает от передозировки инсулина. Когда Эдди и Джен подъезжают к кораблю на скорой помощи, то видят, как по трапу спускают труп Фэя, а также выводят задержанного Томаса. Офицер полиции даёт Эдди номер телефона, по которому тот звонит в больницу, выясняя, что на Полу было совершено покушение, но она осталась жива и рассказала полиции о плане ограбления. Полиция арестовывает Джен, которая указывает на Джордана, наблюдающего за происходящим из укрытия. Начинается погоня за Джорданом по территории порта, которая заканчивается на свалке металлолома, где складированы десятки старых городских троллейбусов. Джордан пытается спрятаться в одном из открытых железнодорожных вагонов, однако гибнет, когда кран с мощным магнитом сбрасывает в вагон кучу металлических балок.

## В ролях
- Джон Расселл — Джордан
- Джун Блейр — Пола
- Стюарт Уитман — Эдди Мейсон
- Марго Вуд — Джен
- Джордж Е. Матер — Стэнли Томас
- Стэнли Адамс — Герберт Фэй-младший
- Фрэнк Фентон — Гарри Куатро
- Дел Берти — Папочка

## Создатели фильма и исполнители главных ролей
Режиссёр фильма Уильям Дж. Хоул-младший начал голливудскую карьеру в 1949 году в сценарном департаменте, где работал над такими фильмами, как «Великий Гэтсби» (1949), «Напряжённость» (1949), «Опасность» (1953), «Суд — это я» (1953) и «Бунт в тюремном блоке 11» (1954). Эта картина стала его режиссёрским дебютом. Впоследствии Хоул поставил ещё шесть фильмов, самыми известными из которых стали вестерн «Четыре быстрых стрелка» (1960) и фильм ужасов «Рука дьявола» (1961), а после 1962 года работал исключительно на телевидении, в частности, ассистентом продюсера телесериала «Пейтон-Плейс» (1964—1969).
Джон Расселл начал актёрскую карьеру в Голливуде в 1945 году, сыграв в таких фильмах нуар, как «История Молли Х» (1949), «Поддержка» (1949), «Толстяк» (1951) и «Бандитская империя» (1952). Позднее Расселл сделал успешную карьеру на телевидении в качестве главного героя приключенческого сериала «Солдаты удачи» (1955—1957, 52 эпизода), вестерн-сериала «Представитель закона» (1958—1962, 156 эпизодов), а позднее играл значимые роли в криминальном сериале «Требуется вор» (1969) и фантастическом сериале «Джейсон из звёздного командования» (1979).
Джун Блейр более всего известна как девушка «Плейбоя», фотография которой была помещена на развороте журнала в январе 1957 года. Помимо этой картины её наиболее значимой экранной работой стала одна из постоянных ролей в телевизионном ситкоме «Приключения Оззи и Харриет» (1960—1966, 28 эпизодов).
Стюарт Уитман дебютировал на экране в 1951 году, после чего имел длительную и успешную карьеру, завершившуюся в 2000 году. Среди наиболее известных его работ — драма «Метка» (1961), которая принесла ему номинацию на «Оскар», вестерн «Команчерос» (1961) и авиационная комедия «Воздушные приключения» (1965), а также фильм ужасов «Ночь Лепуса» (1972). Уитмен также играл заметные роли на телевидении в сериалах «Патруль на шоссе» (1955—1957), «Симаррон» (1967) и «Супербой» (1988—1992).

## История создания и проката фильма
Рабочими названиями фильма были «Груз Х» (англ.  Cargo X) и «Корабль с наркотиками» (англ.  Dope Ship). По информации «Голливуд Репортер» от марта 1957 года, первоначально студия выбрала название «Корабль с наркотиками». Однако Офис Эрика Джонстона (англ.  Eric Johnston ) возражал против слова «наркотики» в названии, перед этим потребовав его удаления из рекламного плаката другого фильма «Интерпол» (1957) студии Columbia Pictures. В конце концов в июне 1957 года «Голливуд Репортер» сообщил, что из-за возражений со стороны прокатчика исполнительный продюсер Одри Шенк и продюсер Говард У. Кох были вынуждены изменить название фильма на «Груз Х», и в конце концов выпустить его под названием «Адский переплёт».
Некоторые сцены снимались в портовой зоне Лос-Анджелеса, в частности, в районах Сан-Педро (англ.  San Pedro) и Вилмингтон (англ.  Wilmington).
Различные копии картины имеют продолжительность 69, 71 и 79 минут.
Фильм открывается 8-минутным фильмом, в котором преступники представляют на экране детально проработанный план похищения наркотиков. Зрители узнают о том, что это фильм внутри фильма, только после его завершения. Как написал современный историк кино Джонатан Льюис, «фильм начинается с продолжительного закадрового рассказа о происходящем на экране, и в итоге зритель задумывается, а не будет ли весь фильм таким? Однако оказывается, что это лишь фильм на 16 мм плёнке внутри фильма. Это умный приём, который сразу же даёт понять, что зритель увидит не просто нудный и шаблонный полицейский процедурал».

## Оценка фильма критикой

### Общая оценка фильма
Как написала современный киновед Сандра Бреннан, «в центре внимания этого эксплуатационного фильма находятся наркотики». Действие картины происходит на борту военного корабля и в порту Лос-Анджелеса, а «сюжет вращается вокруг преступного похищения наркотиков, принадлежащих Вооружённым силам США». Как отмечено в рецензии журнала TV Guide, «в этом фильме, эксплуатирующем тему наркотиков, Расселл является мозговым центром плана похищения принадлежащих военным наркотиков с корабля в порту Лос-Анджелеса».
Кинокритик Джонатан Льюис отметил, что этот фильм «более натуралистичный, чем большинство картин подобного рода. Он пропитан потом и сексуальными намёками, и содержит немало странных, неприятных персонажей, включая слепого торговца героином, которого зовут просто Папочка». По словам критика, в этой ленте много визуальных кадров и символов, связывающих картину с нуаром. В частности, «там есть пропитанный джином ночной клуб с экзотической танцовщицей, неоновый свет и безжалостное количество преступной жестокости», а также «суровый, но изысканно снятый финал на свалке старых троллейбусов».

### Оценка актёрской игры
TV Guide выделяет работы Фрэнка Фентона в роли гангстера, и Джун Блейр, которую тот направляет, чтобы она проследила за ходом реализации дела, а также Стюарта Уитмана в роли санитара, в которого она влюбляется, невольно втягивая в преступление.
Льюис также предлагает обратить внимание в этой картине «на модель журнала Playboy Джун Блейр в качестве главной сообщницы Джордана», и на «здоровяка Стюарта Уитмана в роли честного и трудолюбивого санитара скорой помощи, который случайно оказывается впутанным в это дело».